# Schildesche Bauerschaft
Schildesche Bauerschaft, auch Altenschildesche genannt, war bis 1930 eine Gemeinde im damaligen Landkreis Bielefeld in der preußischen Provinz Westfalen. Das ehemalige Gemeindegebiet gehört heute vollständig zur Stadt Bielefeld. Neben der Gemeinde Schildesche Bauerschaft existierte bis 1930 auch die Gemeinde Schildesche, auch Schildesche Dorf genannt, die das eigentliche Kirchdorf Schildesche umfasste.

Lage des Nordostteils der Gemeinde

Lage des Südwestteils der Gemeinde (Sudbrack)

## Geografie
Die Gemeinde hatte 1885 eine Fläche von 6,99 km². Zur Gemeinde gehörten zwei nicht zusammenhängende Gebiete, das Sudbrack-Gebiet im Südwesten von Schildesche sowie das rein landwirtschaftlich geprägte Gebiet nördlich und östlich von Schildesche. Bedeutende Höfe waren Upmeyer zu Altenschildesche, Halemeyer (der heutige Halhof), Meyer zu Eissen, Meier zu Altenschildesche und Höner zu Altenschildesche.

## Geschichte
Bis zur Franzosenzeit gehörte die Bauerschaft Schildesche zur Vogtei Schildesche im Amt Sparrenberg der Grafschaft Ravensberg. Von 1807 bis 1810 gehörte die Bauerschaft zum Kanton Schildesche im Distrikt Bielefeld des Königreichs Westphalen, das von Jérôme, dem Bruder Napoleons regiert wurde. Nach der Annexion großer Teile Norddeutschlands durch Napoleon Bonaparte im Jahre 1811 verlief die neue Staatsgrenze zwischen dem Königreich Westphalen und dem Kaiserreich Frankreich von Februar 1811 bis Oktober 1813 entlang des Johannisbachs quer durch die Bauerschaft. Der nördlich des Johannisbachs gelegene Teil gehörte während dieser Zeit zum Kanton Enger im Arrondissement Minden des Departement der Oberen Ems des Kaiserreichs Frankreich, während der südlich des Johannisbachs gelegene Teil im Königreich Westphalen verblieb.
Nach der Napoleonischen Zeit gehörte die wiedervereinigte Bauerschaft seit 1816 zum Kreis Bielefeld und darin zunächst zum Verwaltungsbezirk Schildesche, aus dem 1843 das Amt Schildesche wurde. Durch das Gesetz über die Erweiterung des Stadtkreises Bielefeld wurde die Gemeinde 1930 aufgelöst. Das Sudbrackgebiet sowie alle weiteren Flächen südlich des Johannisbachs wurden nach Bielefeld eingemeindet. Die Gebiete nördlich des Johannisbachs fielen an die Gemeinden Vilsendorf und Brake.

## Einwohnerentwicklung
| Jahr | Einwohner | Quelle |
| ---- | --------- | ------ |
| 1799 | 0606      | [ 4 ]  |
| 1821 | 0750      | [ 5 ]  |
| 1843 | 1075      | [ 6 ]  |
| 1864 | 1101      | [ 7 ]  |
| 1885 | 1548      | [ 1 ]  |
| 1910 | 3391      | [ 8 ]  |
| 1925 | 4788      | [ 9 ]  |